# Val di Landro
La val di Landro (Höhlensteintal in tedesco) è una valle alpina, che collega Dobbiaco a Cortina d'Ampezzo o Misurina, o più precisamente la val Pusteria con il Cadore o l'Ampezzano, caratterizzata da una relativamente scarsa presenza di opere umane.

## Toponimo
Il toponimo tedesco (Höhlensteintal) deriva con tutta probabilità da Höllental o Hölltal, una piccola valle laterale sulla sinistra orografica della valle di Landro: la Valchiara.

## Descrizione

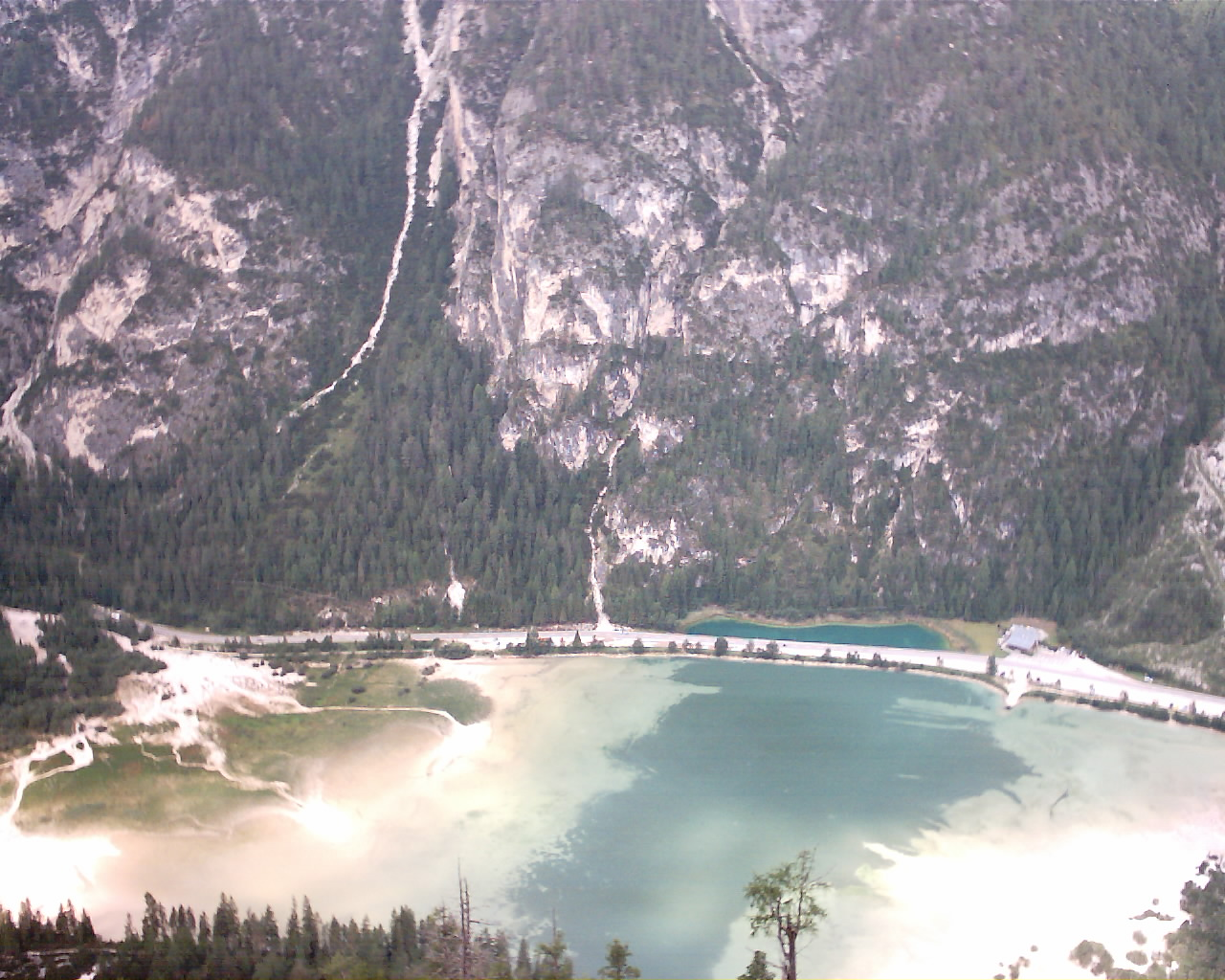
Il Lago di Landro, visto dal Monte Piana

La valle è immersa nel verde dei boschi e dei prati e comprende i paesi di Dobbiaco, Carbonin e Misurina (fino al 1915 anche il paese di Landro); è percorsa dal tratto iniziale del torrente Rienza che successivamente percorre tutta la val Pusteria. La valle fa da confine tra due parchi regionali naturali della provincia autonoma di Bolzano: il parco naturale Fanes - Sennes e Braies ed il parco naturale Dolomiti di Sesto.
Uno dei punti panoramici migliori per poter ammirare le Tre Cime di Lavaredo è sicuramente presso il rifugio Locatelli, che si può raggiungere, dalla val Fiscalina o dalla valle della Rienza, attraverso appositi sentieri, o per i più comodi, attraverso una mulattiera che dal rifugio Auronzo (raggiungibile in macchina) in un'ora porta al Locatelli. La valle però permette uno squarcio sulle Tre Cime anche dal fondovalle, presso l'hotel Tre Cime, nei pressi del lago di Landro.
La valle è famosa anche per l'omonimo lago, il lago di Landro (in tedesco: Dürrensee), nel quale si riflettono alcune delle cime delle Dolomiti: il Cristallo e il monte Piana. Un altro lago che rientra geograficamente nella valle è il lago di Dobbiaco, che si trova nella parte settentrionale della valle. Non rientra a far parte della valle, ma è situato appena al di fuori, il lago di Misurina, che si cita per la sua bellezza.

### Cime principali

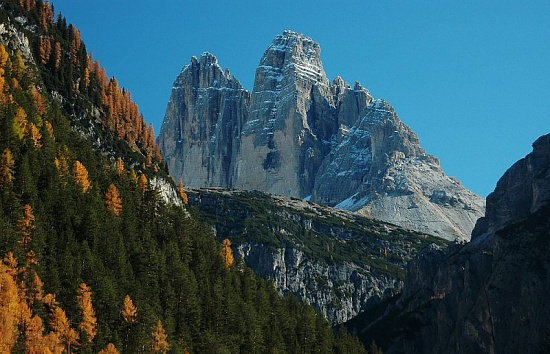
Panoramica sulle Tre Cime di Lavaredo dall'Hotel Tre Cime nella val di Landro

La valle di Landro è una valle molto stretta, circondata da entrambi i lati da alte cime dolomitiche:
- Lato occidentale: monte Serla (2378 m), monte Casamuzza (2.333 m), Picco di Vallandro (2.839 m), monte Specie (2.308 m), Croda Rossa d'Ampezzo (3.146 m);
- Lato orientale, alcune cime delle Dolomiti di Sesto: Cima Nove (2.618 m), Croda dei Baranci (2.922 m), Croda dell'Acqua (2.251 m), Cime Bulla (2.800 m), monte Rudo (2.607 m), monte Piana (2.301), Tre Cime di Lavaredo (3.001 m), Cadini di Misurina (2.839 m);
- Lato meridionale: Cristallo (3.221 m), monte Cristallino (2.775 m), Piz Popena (3.152 m);

## Storia

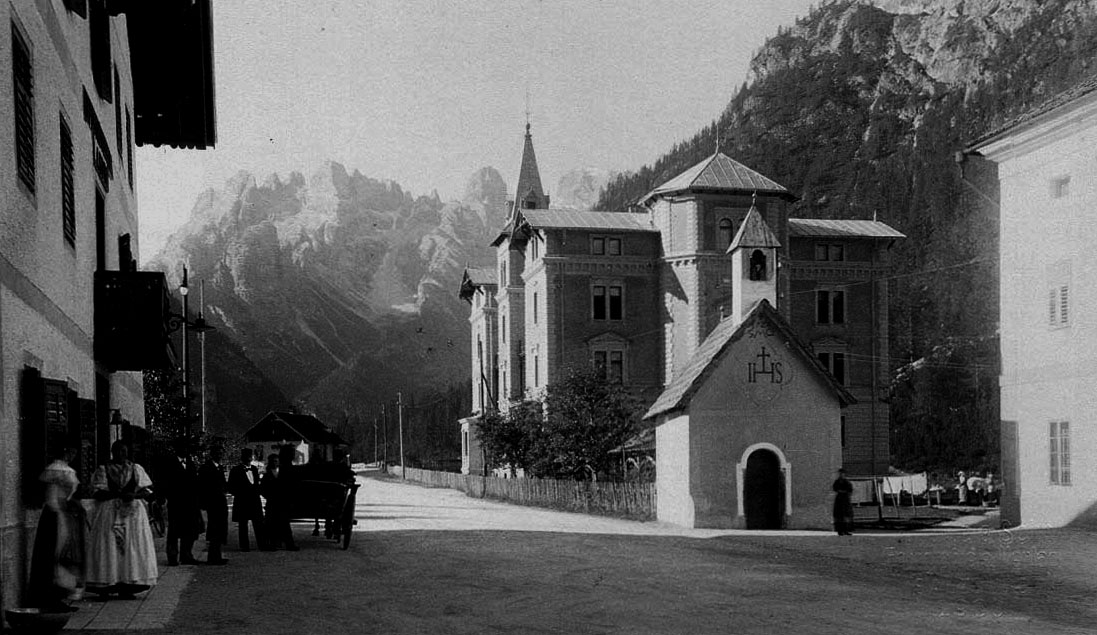
Foto storica del paese di Landro

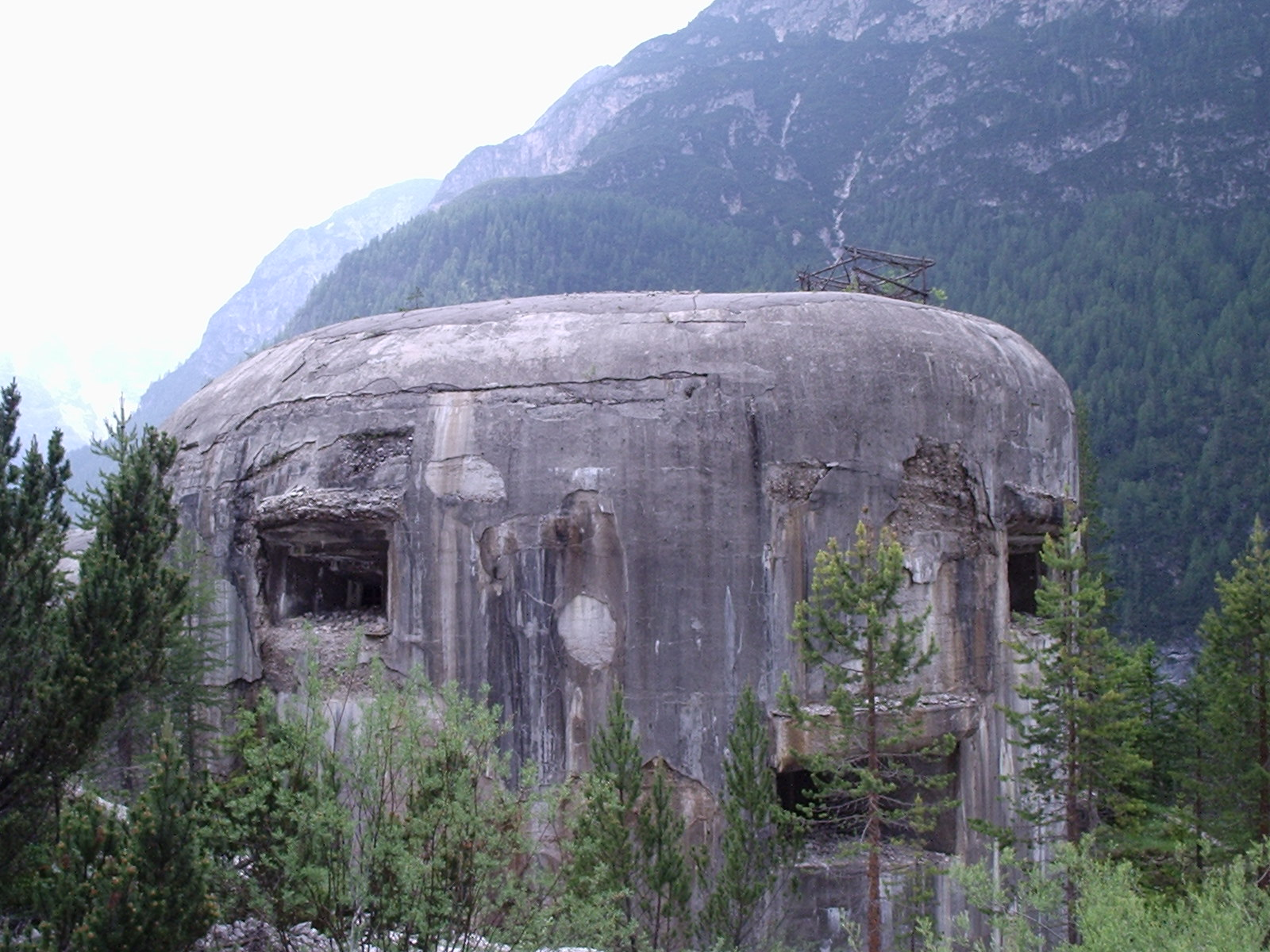
Il bunker 3, dello Sbarramento della Val di Landro

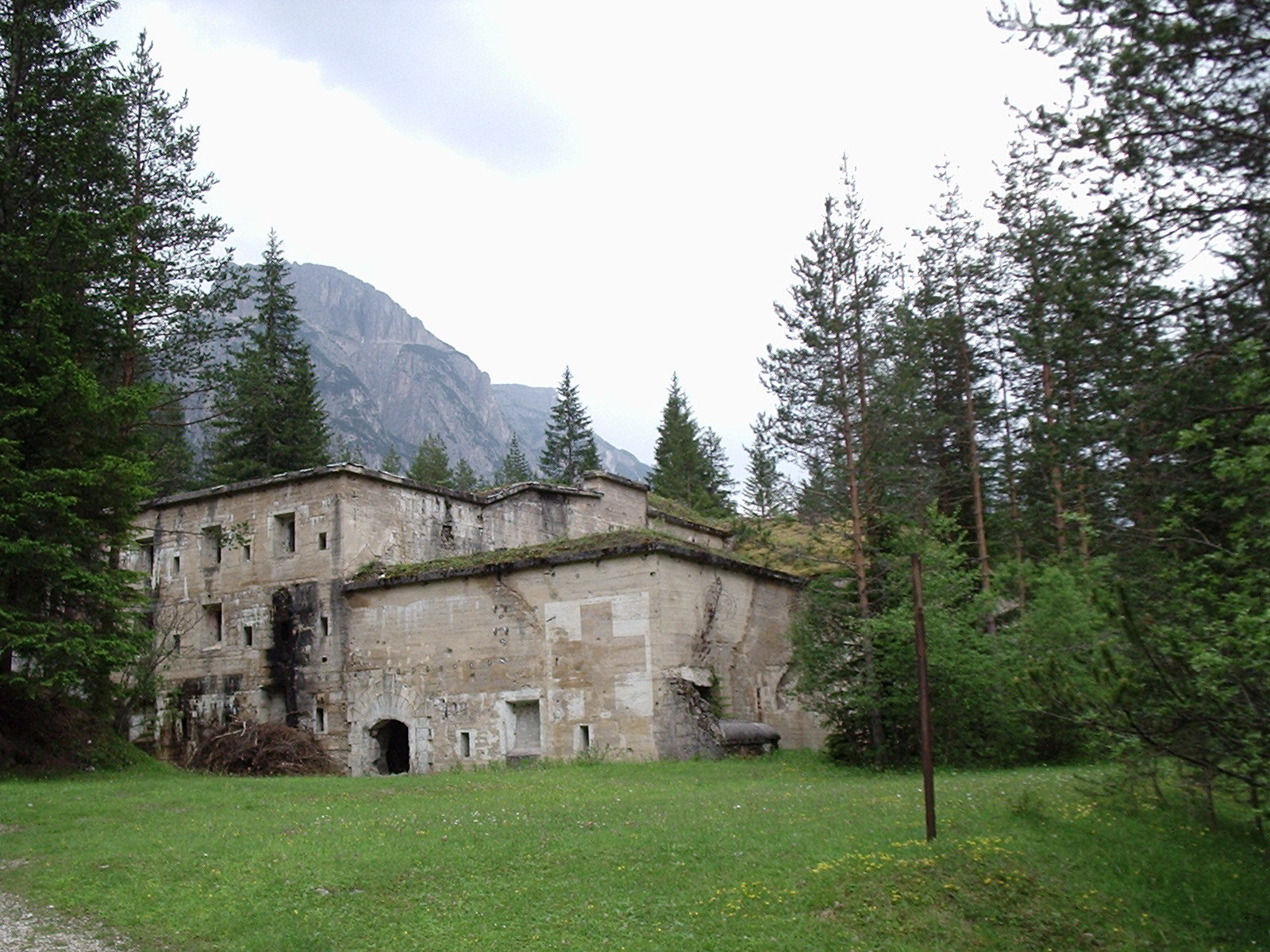
Il forte di Landro

La strada che passa per la vallata esisteva già ai tempi delle Crociate, nonostante fosse soltanto una piccola strada a malapena percorribile. Nella metà del Seicento la strada fu allargata a 2,5 metri di carreggiata, fino a che nel 1829 l'Austria decise di inaugurare la strada Alemagna, costruita grazie all'iniziativa dell'Arciduca Ranieri, il fratello dell'Imperatore Francesco I.
Nel XVIII secolo a pochi chilometri di distanza dalla valle si trovava il confine tra l'Impero d'Austria e la Repubblica di Venezia; su alcune cime si possono ancora trovare il Leone di san Marco e lo Scudo d'Austria, come testimonianza dell'antico confine.
Nel 1830 venne eretta la "alta croce" all'inizio della val di Landro con l'iscrizione: Weg nach Welschland, la "strada verso la terra straniera". La via venne dichiarata "Strada dell'Impero" il 3 maggio 1832, rendendola una "Strada Postale", dove le diligenze potevano cambiare i cavalli.
La vicinanza col confine ebbe ripercussioni fatali per il paese di Landro (ted. Höhlenstein) che nel passato aveva persino ospitato personalità come il re dei Belgi, che ne fece la propria sede estiva di vacanza. Prima dell'inizio del conflitto il paese di Landro venne completamente raso al suolo. Attualmente rimangono tracce del vecchio paese e solamente un albergo oltre che un punto panoramico sulle Tre Cime di Lavaredo.
La valle di Landro, fino agli inizi del Novecento non era conosciuta ai più, e non era una metà turistica prestigiosa, era soprattutto abitata da pastori, boscaioli e cacciatori locali.
Il turismo presso la valle è nato in concomitanza allo sviluppo turistico attorno al lago di Misurina durante i primi anni del XIX secolo, pare che all'epoca vi abbia soggiornato anche la Principessa Sissi.
Durante le guerre mondiali la valle fu fortificata, nel primo conflitto Landro era territorio austriaco, e quindi vi furono costruiti alcuni forti per poter difendere il territorio austroungarico da invasioni italiane. Sono stati costruiti il forte di Landro nel fondo valle, e il forte Prato Piazza, in cima alla montagna. Il primo in realtà non venne utilizzato come struttura difensiva durante la prima guerra mondiale.
Nella seconda guerra mondiale il territorio faceva invece parte dell'Italia, e quindi fu fortificato, per difendere i confini italiani. Landro quindi fece parte della costruzione del Vallo alpino in Alto Adige, con lo sbarramento della Val di Landro.
Nelle cime che circondano la valle fu girato anche un film d'azione, nel 1993, Cliffhanger - L'ultima sfida, con Sylvester Stallone.

## Luoghi di interesse

### Forni di fusione

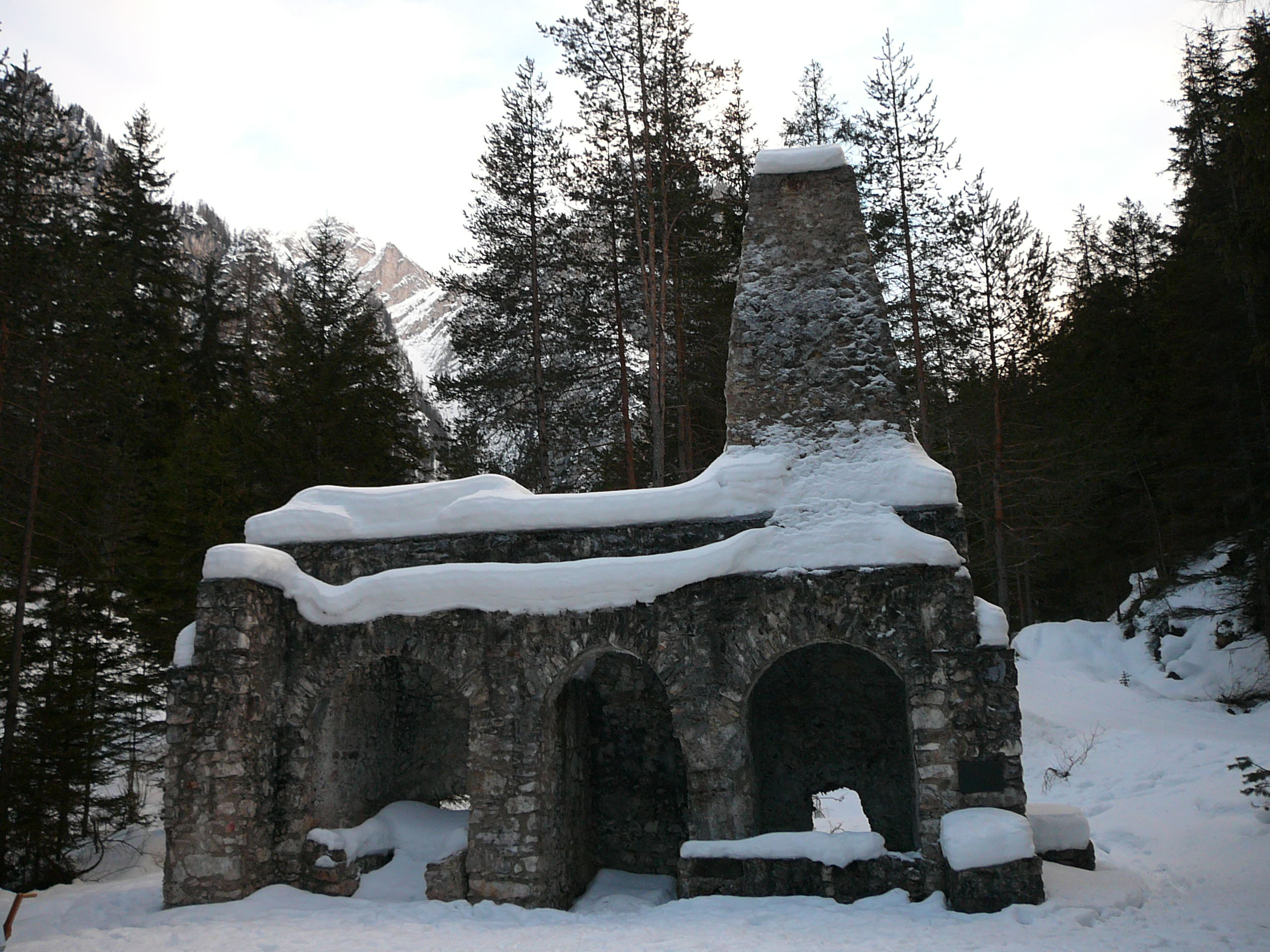
I forni di fusione

Lungo la valle, in località Klauskofel, furono costruiti alcuni forni di fusione, dove attorno al XII secolo venivano fusi gallio e piombo, poi utilizzati come lega per altri metalli, rame, argento e addirittura alcune piccole quantità di oro.
Con l'aiuto delle camere d'aria ad azionamento idraulico era possibile nel passato soffiare l'ossigeno sulla fiamma in modo tale da raggiungere in fretta la temperatura di fusione per fondere piombo e zinco. L'impianto idraulico risale al XVI secolo; si fondevano minerali provenienti dalla vicina Valle dei Canopi. Il piombo ottenuto veniva venduto a fonderie per l'argento.
Originariamente c'erano due forni, con relativi camini; oggi ne rimane uno solo. Il pozzo quadrato murato del forno era rivestito d'argilla e riempito con minerale metallico e carbone vegetale. Ai tempi il focolare e la camera di fusione non erano separati, e quando il carbone raggiungeva un'elevata temperatura, il metallo si fondeva. La massa fusa veniva raccolta nella sezione inferiore dei forni, e poi scorrendo andava a cadere in appositi stampi, attraverso un foro di colata. Dopo una fase di raffreddamento, i metalli venivano impilati e asportati. 
La gente che lavorava a questi forni aveva una salute precaria, dato che i vapori che il piombo produce quando viene fuso sono altamente tossici. Anche per questo motivo i forni si trovano in una zona isolata e lontano dal paese. Nella parete dietro ai forni vi erano le aperture da dove veniva soffiata l'aria all'interno delle camere mediante una camera d'aria idraulica, che faceva raggiungere anche temperature di 1000 °C, necessarie per la fusione. Naturalmente i forni necessitavano di grandi quantità di legname per il loro funzionamento. Il legnava era preso dai boschi circostanti e prima di essere utilizzato, veniva carbonizzato.
Solo tra il 1992 e il 1993 la fonderia è stata oggetto di una messa in sicurezza, sotto il patrocinio dell'associazione dobbiacense Heimatpflegeverein. Il 19 giugno 1994 dopo l'inaugurazione alla presenza di molte autorità locali, il forno si presentava con uno dei suoi due camini e le camere d'aria idrauliche ancora intatte. Questi forni sono un testimone del passato industriale del Tirolo, e hanno rappresentato un importante uso dell'acqua, tanto che sono stati inseriti nel circuito informativo de "I Tesori dell'Acqua" dell'associazione turistica di Dobbiaco.

### Il cimitero militare di Croda Bagnata

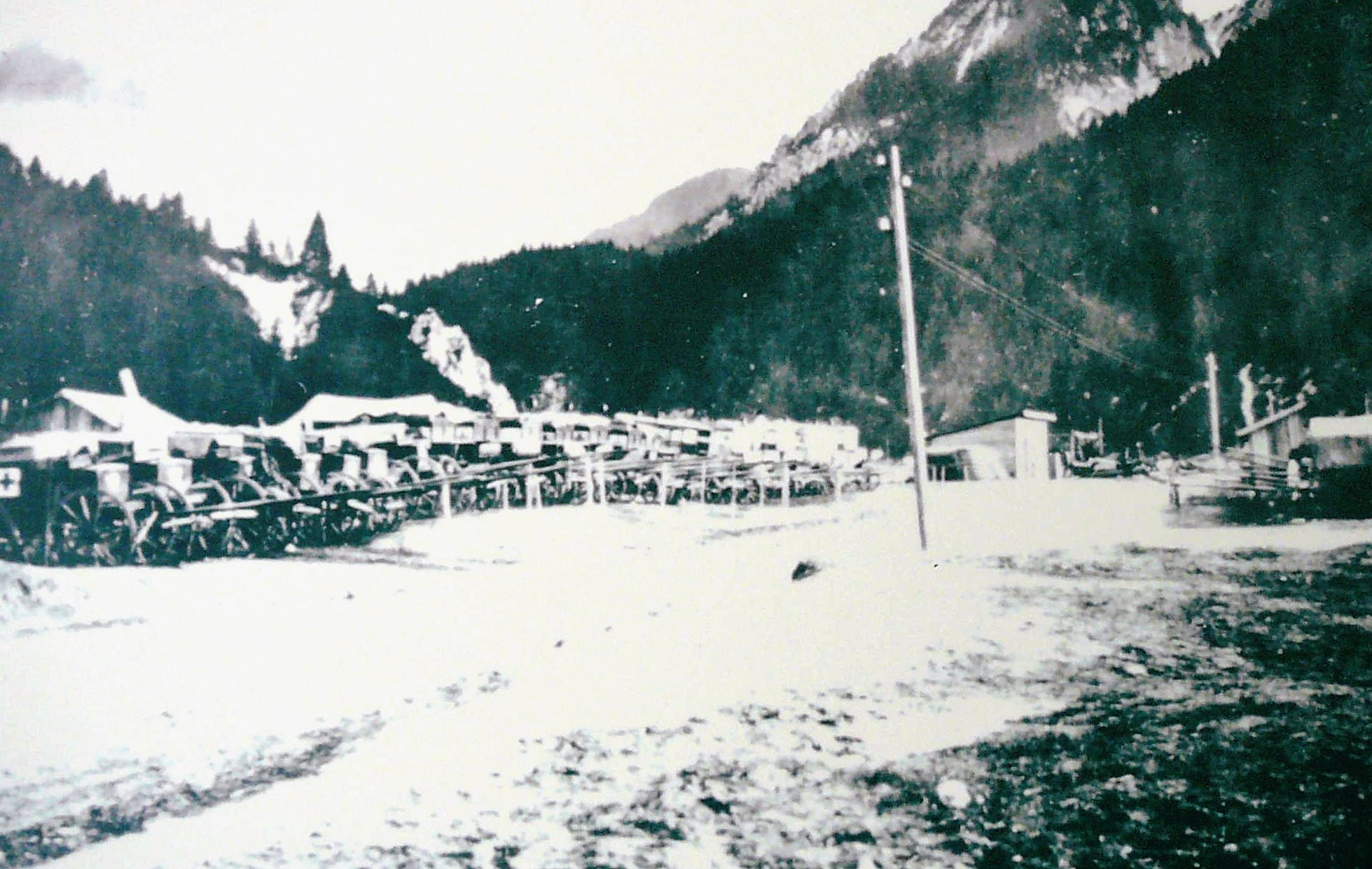
Ospedale militare da campo presso la Croda Bagnata-Nasswand, in val di Landro. Oggi, vi sorge il cimitero di guerra.

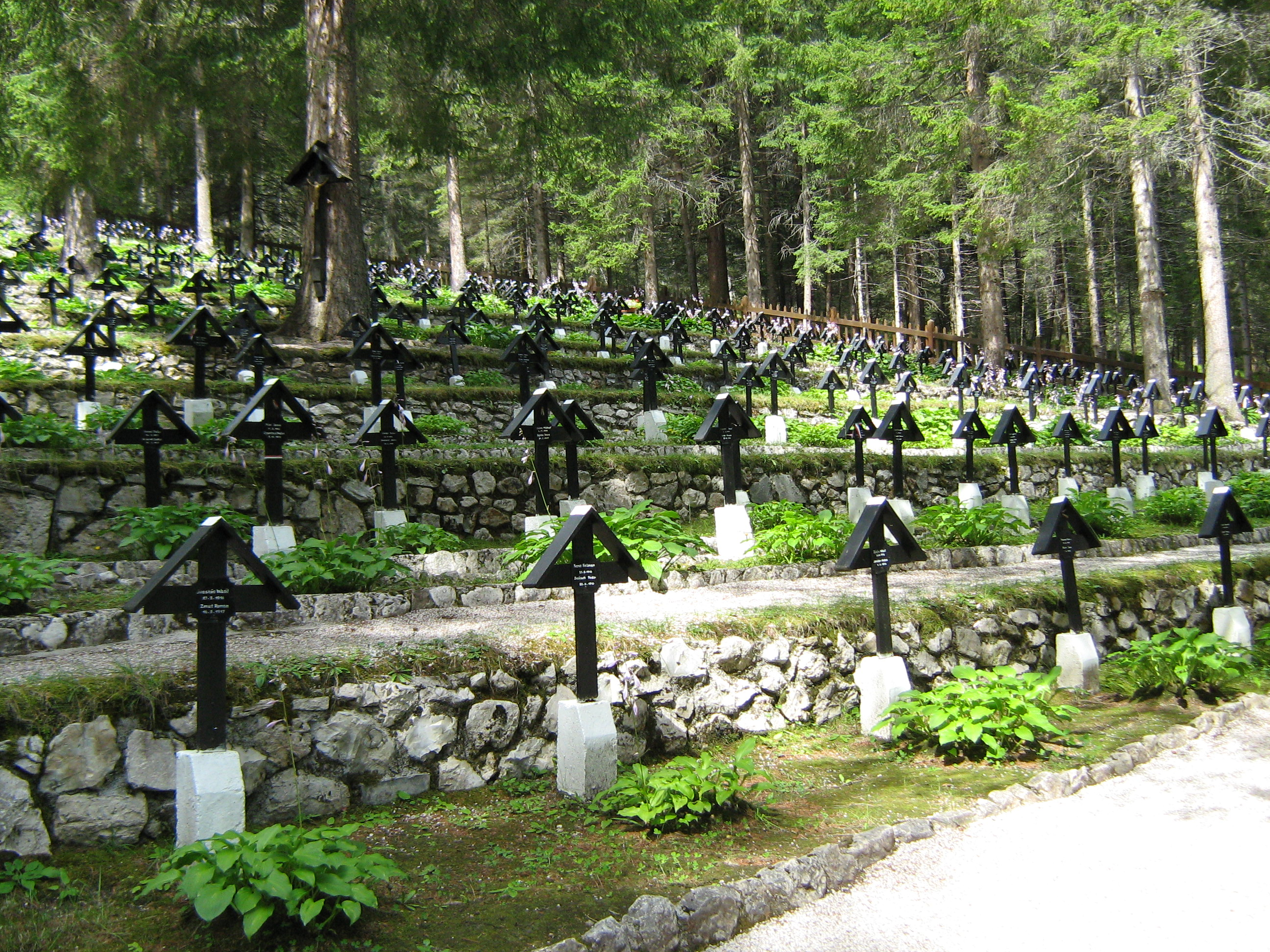
Il cimitero austro-ungarico di Dobbiaco

Verso Cortina d'Ampezzo, lungo la val di Landro e precisamente al chilometro 128 della strada statale 51 di Alemagna, a 8 chilometri da Dobbiaco, sorge ai piedi della Croda Bagnata (in tedesco: Nasswand) un piccolo e ben curato cimitero di guerra, il cimitero austro-ungarico di Dobbiaco. Raccoglie perlopiù le spoglie dei soldati dell'Impero austro-ungarico caduti durante la prima guerra mondiale nei cruenti combattimenti con le forze italiane sul vicino monte Piana, il cui pianoro sommitale fu conteso dal giugno 1915 all'ottobre 1917. In totale il cimitero ospita le spoglie di 1.259 caduti appartenenti alle varie nazioni che componevano l'Impero austro-ungarico.
Nel cimitero riposano soprattutto soldati di madrelingua non germanica. È interessante scorrere sulle croci i cognomi tipici dell'est Europa, ma anche italiani, spagnoli, a conferma del cosmopolitismo dello stato asburgico, fondato su una forma di decentramento amministrativo che costituì a lungo in Europa un modello di riconosciuta efficienza.

### Palestre di roccia
Lungo la Val di Landro sono presenti due falesie, le meglio attrezzate delle Dolomiti di Sesto.
- La prima, nota come Palestra di Landro è situata lungo la strada, all'apice meridionale del Lago di Landro, all'altezza del chilometro 122, sulla destra per chi proviene da Dobbiaco. Fu la prima ad essere attrezzata nella zona. La falesia dispone di un'interessante placca inclinata su cui sono state attrezzate e ben chiodate alcune vie di 4º-5º grado UIAA, molto utili per principianti. Questa placca e lo strapiombo a destra restano asciutte anche in caso di pioggia. Sulla sinistra, traversando su sentiero, si accede a un settore di itinerari strapiombanti.
- La seconda, più recente, è stata attrezzata a cura dell'Alpenverein Südtirol in Val Rinbon (in tedesco: Rienztal, lungo la Rienza Nera) su una parete di dolomia gialla e nera. Per raggiungerla basta parcheggiare presso l'Hotel Drei Zinnen (Hotel Tre Cime di Lavaredo, al km 124) e camminare per una mezz'oretta su una strada sterrata.

Dopo circa due chilometri, prima del bivio con la Val Rinbianco, un sentierino si stacca verso sinistra e sale in breve ai piedi della falesia. Questa palestra è suddivisa in due settori, il primo è soprattutto per i principianti, in quanto prevalgono le vie semplici e facili; nel secondo settore invece ci sono le vie impegnative, di grado 6°, 7° e fino al grado 8a.
Altre più piccole e meno interessanti falesie sorgono alle spalle dell'Hotel Drei Zinnen.